# Microgaster cariniger
Microgaster cariniger är en stekelart som beskrevs av Granger 1949. Microgaster cariniger ingår i släktet Microgaster och familjen bracksteklar. Inga underarter finns listade i Catalogue of Life.